# チュカ県
座標: 北緯27度0分 東経89度30分 / 北緯27.000度 東経89.500度

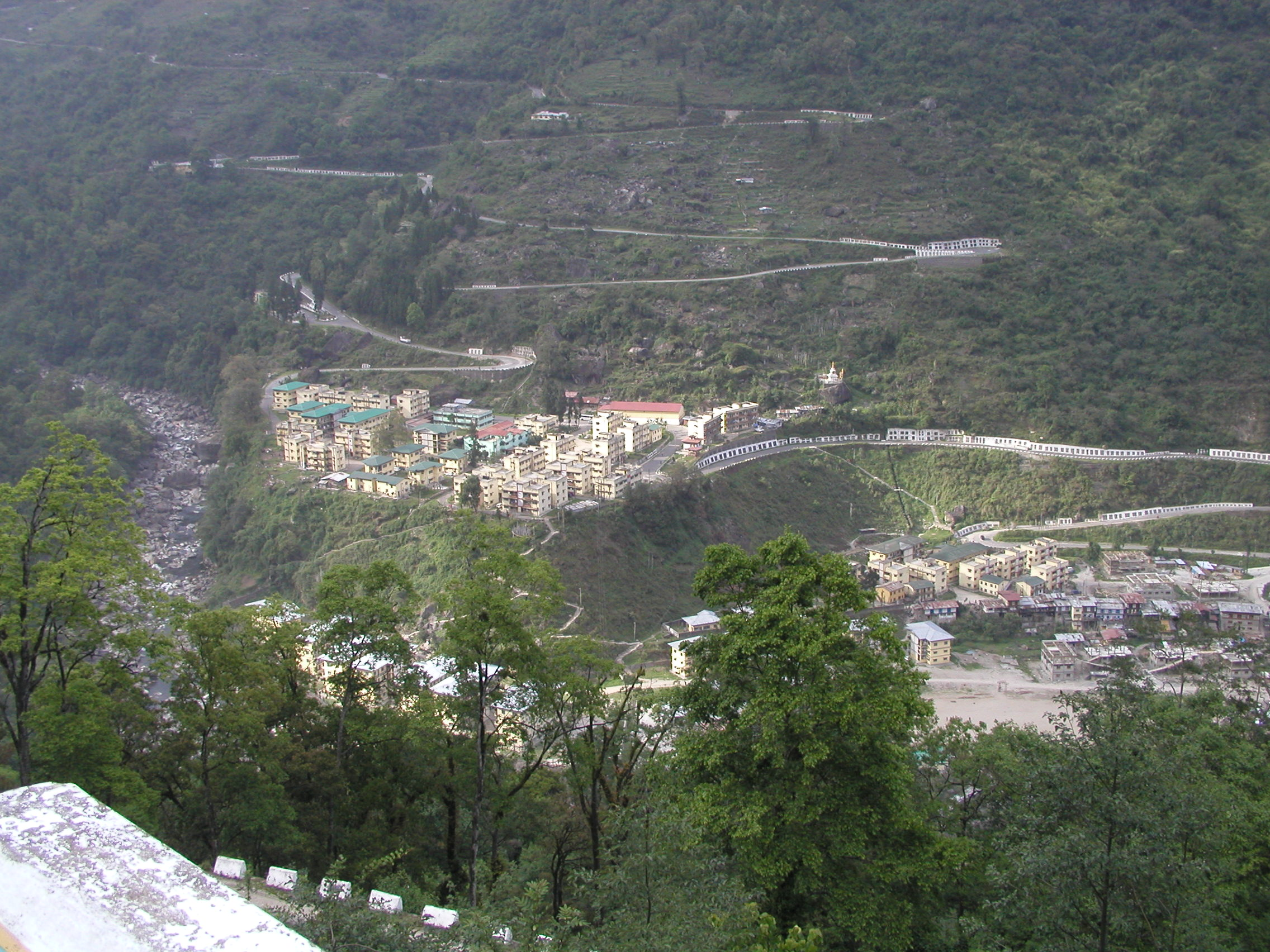
チュカ県の風景

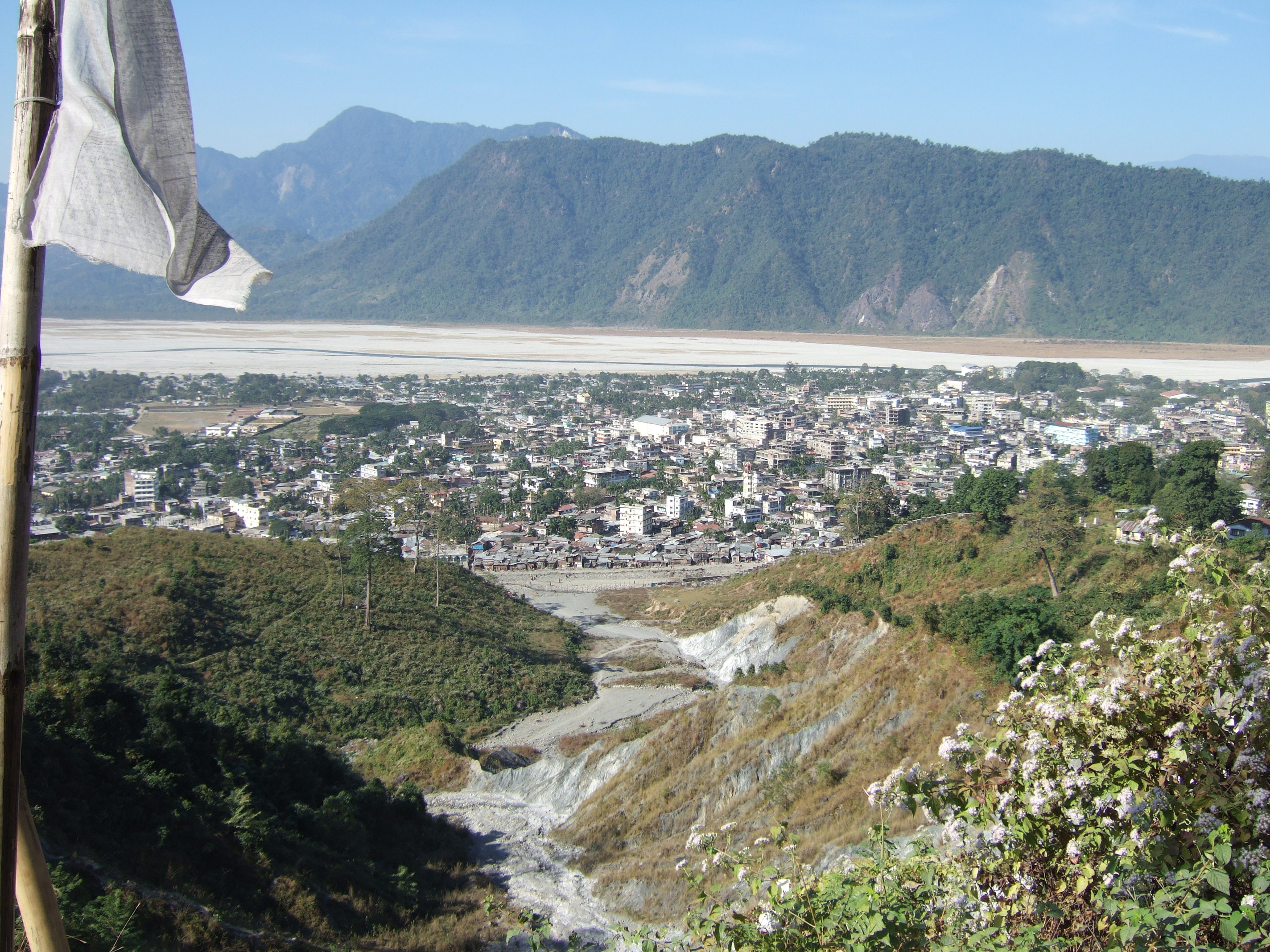
チュカ県のプンツォリングの風景

チュカ県（チュカけん、ゾンカ語:ཆུ་ཁ་རྫོང་ཁག/ワイリー方式:Chu-kha rdzong-khag）は、ブータン西部の県。2005年の人口は約7.4万人。中心都市はプンツォリンで、インドとブータン西部を繋ぐ道が通る。チュカ県はブータンの商業と金融の中心である。1988年に完成したブータン最古のチュカ水力発電所と、ブータン最大のタラ・ダムがある。県別に見るとチュカ県はGDPがブータン最大である。ブータン最古の産業企業のブータン・カーバイド化学有限会社(BCCL)やブータン・板製品有限会社(BBPL)がある。

## 言語
チュカ県では、北部のンガロプ人と南部のネパール人は国語のゾンカ語を話す。南西部のサムツェ県との境界地域に住む少数派のロプ人はロプ語を話す。

## 行政区画
チュカ県は11の村に分かれる。
- ブジャチョ村（英語版）
- ボンゴ村（英語版）
- チャプチャ村（英語版）
- ダラ村（英語版）
- ダングナ村（英語版）
- ゲリング村（英語版）
- ゲテナ村（英語版）
- ログチナ村（英語版）
- メタカ村（英語版）
- プンツォリン村（英語版）
- サンフェリング村（英語版）

## 環境
チュカ県とサムツェ県はブータンでは珍しく自然保護区が無い。1960年代にはブータン南部にも多くの保護区があったが、公園級保護区は解除された。
中心地は標高200ｍで亜熱帯性の気候。